# First Division (Malta) 1939/40
Die First Division 1939/40 war die 29. Spielzeit in der Geschichte der höchsten maltesischen Fußballliga. Meister wurden zum elften Mal die Sliema Wanderers. Anschließend wurde der Spielbetrieb aufgrund des Zweiten Weltkrieges für vier Jahre unterbrochen.

## Vereine
Im Vergleich zur Vorsaison nahmen erstmals der FC Msida Saint Joseph und die Xewkija Tigers teil.

## Modus
Die Saison wurde mit Hin- und Rückspielen ausgetragen. Für einen Sieg gab es zwei Punkte, für ein Unentschieden einen und für eine Niederlage keinen Punkt. Bei Punktgleichheit wurde um die Meisterschaft ein Entscheidungsspiel ausgetragen.

## Abschlusstabelle
| Pl. | Verein                    | Sp. | S | U | N | Tore    | Quote | Punkte |
| --- | ------------------------- | --- | - | - | - | ------- | ----- | ------ |
| 1.  | Sliema Wanderers (M)      | 10  | 7 | 2 | 1 | 039:160 | 2,44  | 16:40  |
| 2.  | FC St. George’s           | 10  | 7 | 2 | 1 | 022:700 | 3,14  | 16:40  |
| 3.  | FC Melita (P)             | 10  | 5 | 0 | 5 | 017:200 | 0,85  | 10:10  |
| 4.  | Xewkija Tigers (N)        | 10  | 3 | 3 | 4 | 015:140 | 1,07  | 09:11  |
| 5.  | FC Msida Saint Joseph (N) | 10  | 2 | 1 | 7 | 010:320 | 0,31  | 05:15  |
| 6.  | Valletta St. Paul’s       | 10  | 1 | 2 | 7 | 011:250 | 0,44  | 04:16  |

Platzierungskriterien: 1. Punkte – 2. Playoff (nur für Meister) – 3. Torquotient
| Zum Saisonende 1939/40:                                        |                                                      |
| Maltesischer Meister und Pokalsieger 1939/40: Sliema Wanderers |                                                      |
|                                                                |                                                      |
| Zum Saisonende 1938/39:                                        |                                                      |
| (M)                                                            | Amtierender Meister: Sliema Wanderers                |
| (P)                                                            | Amtierender Pokalsieger: FC Melita                   |
| (N)                                                            | Neuaufsteiger: Xewkija Tigers, FC Msida Saint Joseph |

## Kreuztabelle
| 1939/40               | Sliema Wanderers | FC St. George’s | MEL | XEW | FC Msida Saint Joseph | VSP |
| --------------------- | ---------------- | --------------- | --- | --- | --------------------- | --- |
| Sliema Wanderers      |                  | 1:1             | 3:2 | 1:1 | 6:2                   | 4:2 |
| FC St. George’s       | 2:1              |                 | 1:0 | 0:1 | 1:1                   | 3:0 |
| FC Melita             | 3:5              | 0:2             |     | 2:0 | 1:0                   | 1:6 |
| Xewkija Tigers        | 2:3              | 1:3             | 1:2 |     | 2:1                   | 1:1 |
| FC Msida Saint Joseph | 0:7              | 1:5             | 2:4 | 1:6 |                       | 1:0 |
| Valletta St. Paul’s   | 1:8              | 1:4             | 0:2 | 0:0 | 0:1                   |     |

## Playoff-Finale
Die Meisterschaft wurde in einem Entscheidungsspiel zwischen den punktgleichen Mannschaften entschieden.
|                  | Ergebnis |                 |
| ---------------- | -------- | --------------- |
| Sliema Wanderers | 2:1      | FC St. George’s |